# Albariña (manzana)
Albariña es el nombre de una variedad cultivar de manzano (Malus domestica). Esta manzana es originaria de Galicia, está cultivada en la colección de árboles frutales y banco de germoplasma de Mabegondo con el Nº 282; ejemplares procedentes de esquejes localizados en Barbutin, lugar del municipio de Santa María de Oia (Pontevedra).

## Sinónimos
- "Manzana Albariña",[4][5]
- "Maceira Albariña".

## Características
El manzano de la variedad 'Albariña' tiene un vigor vigoroso. Tamaño grande y porte erguido.
Época de inicio de brotación a partir desconocido y de floración a partir del 22 de mayo.
Las hojas tienen una longitud del limbo de tamaño corto, con la máxima anchura del limbo es media. Longitud de las estípulas es corta y la máxima anchura de las estípulas es desconocido. Denticulación del borde del limbo es ondulado, con la forma del ápice del limbo acuminado y la forma de la base del limbo es obtuso. Con subestípulas ausentes.
Sus flores tienen una longitud de los pétalos desconocido, con una anchura de los pétalos desconocido, disposición de los pétalos desconocido, con una longitud del pedúnculo corto.
La variedad de manzana 'Albariña' tiene un fruto de tamaño pequeño, de forma globoso-cónica, de color amarillo, sin chapa. Epidermis de textura suave, con pruina en su superficie y con presencia de cera elevada. Sensibilidad al "russeting" (pardeamiento áspero superficial que presentan algunas variedades) muy poco sensible. Con lenticelas de tamaño pequeño.
Los sépalos están dispuestos de forma variable, y superpuestos en su base; su fosa calicina es profunda y de una anchura media. Pedúnculo de grosor medio y de longitud corto, siendo la cavidad peduncular de una profundidad media y de anchura media. Con pulpa de color blanca, cuya firmeza es firme y su textura es crocante; su jugosidad es intermedia, con sabor de acidez alta, y poco aromática.
Época de maduración y recolección desconocido. 'Albariña' es una manzana que su destino es la conservación de esta variedad en el banco de germoplasma de Mabegondo como reserva genética.

## Susceptibilidades
- Oidio: no presenta
- Moteado: ataque medio
- Raíces aéreas: ataque fuerte
- Momificado: no presenta
- Pulgón lanígero: ataque débil
- Pulgón verde: ataque medio
- Araña roja: no presenta
- Chancro del manzano: no presenta.[3]